# YJEFN3
YJEFN3 (англ. YjeF N-terminal domain containing 3) – білок, який кодується однойменним геном, розташованим у людей на короткому плечі 19-ї хромосоми. Довжина поліпептидного ланцюга білка становить 299 амінокислот, а молекулярна маса — 32 585.
| 10         |  | 20         |  | 30         |  | 40         |  | 50         |
| ---------- |  | ---------- |  | ---------- |  | ---------- |  | ---------- |
| MSSAAGPDPS |  | EAPEERHFLR |  | ALELQPPLAD |  | MGRAELSSNA |  | TTSLVQRRKQ |
| AWGRQSWLEQ |  | IWNAGPVCQS |  | TAEAAALERE |  | LLEDYRFGRQ |  | QLVELCGHAS |
| AVAVTKAFPL |  | PALSRKQRTV |  | LVVCGPEQNG |  | AVGLVCARHL |  | RVFEYEPTIF |
| YPTRSLDLLH |  | RDLTTQCEKM |  | DIPFLSYLPT |  | EVQLINEAYG |  | LVVDAVLGPG |
| VEPGEVGGPC |  | TRALATLKLL |  | SIPLVSLDIP |  | SGWDAETGSD |  | SEDGLRPDVL |
| VSLAAPKRCA |  | GRFSGRHHFV |  | AGRFVPDDVR |  | RKFALRLPGY |  | TGTDCVAAL  |

A: Аланін

C: Цистеїн

D: Аспарагінова кислота

E: Глутамінова кислота

F: Фенілаланін

G: Гліцин

H: Гістидин

I: Ізолейцин

K: Лізин

L: Лейцин

M: Метіонін

N: Аспарагін

P: Пролін

Q: Глутамін

R: Аргінін

S: Серин

T: Треонін

V: Валін

W: Триптофан

Задіяний у такому біологічному процесі, як альтернативний сплайсинг. 